# Puerto de Viena
El Puerto de Viena es el puerto fluvial más grande del país europeo de Austria y uno de los mayores puertos en el río Danubio, con una capacidad de tráfico anual total de unos 12 millones de toneladas de carga. En 2007, el Puerto de Viena manejó 12.000.000 toneladas de carga y 323.000 TEU lo que lo convierte en el puerto de carga y de contenedores más activo en Austria y uno de los más grandes de Europa Central.
La Terminal de contenedores fue inaugurada en 2000 y cuenta con un área de almacenamiento de 60.000 metros cuadrados. La terminal de automóviles es una de las más grandes de Europa central utilizada para la importación de automóviles nuevos y tiene capacidad para 10.000 vehículos a la vez, en un terreno de 160.000 metros cuadrados.